# Єран Марстрем
Єран Марстрем (швед. Göran Marström, 12 жовтня 1942) — шведський яхтсмен.
Бронзовий призер Олімпійських Ігор 1980 року, учасник ігор 1984, 1988 та 1992 років. 